# Maria Florio
Maria Florio (* 20. Jahrhundert) ist eine US-amerikanische Filmproduzentin mit dem Schwerpunkt Dokumentarfilme.
Florio gründete 1980 gemeinsam mit Victoria Mudd die Produktionsfirma Earthworks Film, Inc. Ihre erste Produktion war Broken Rainbow und thematisierte die Zwangsumsiedlung von Navajo auf Grund wirtschaftlicher Interessen. Florio zeichnete vor allem für die Postproduktion verantwortlich, Mudd verantwortete größtenteils die Dreharbeiten. Einen Regisseur im engen Sinne gab es nicht.
Florio ist eigentlich eine Grafikdesignerin und arbeitete vor ihrer Zeit als Dokumentarfilmerin als Fotografin für National Geographic.
Bei der Oscarverleihung 1986 gewann sie gemeinsam mit Victoria Mudd für Broken Rainbow den Oscar in der Kategorie „Bester Dokumentarfilm“.

## Filmografie (Auswahl)
- 1985: Broken Rainbow
- 2002: Tibet: Cry of the Snow Lion
- 2009: Big River Man
- 2011: Valdagno, Arizona
- 2015: Kein Asyl: Anne Franks gescheiterte Rettung (No Asylum: The Untold Chapter of Anne Frank's Story)